# Lac Arzáni
 (signalé en mai 2025).
Si vous disposez d'ouvrages ou d'articles de référence ou si vous connaissez des sites web de qualité traitant du thème abordé ici, merci de compléter l'article en donnant les références utiles à sa vérifiabilité et en les liant à la section « Notes et références ».
- Archive Wikiwix
- Bing
- Cairn
- DuckDuckGo
- E. Universalis
- Gallica
- Google
- G. Books
- G. News
- G. Scholar
- Persée
- Qwant
- (zh) Baidu
- (ru) Yandex
- (wd) trouver des œuvres sur Wikidata

Le lac Arzáni, en grec moderne : Λίμνη Αρζάνη, également appelé Artzán, Arzán ou lac Vafiochoríou (Αρτζάν, Αρζάν ou λίμνη Βαφειοχωρίου), est un lac de barrage du dème de Péonie, district régional de Kilkís en Macédoine-Centrale, Grèce. Sa profondeur varie de trois à six mètres. Sa superficie est de 1,4 km2. Il est de forme trapézoïdale, avec des côtés allant de 400 à 1 970 mètres et une longueur maximale de 2 100 mètres. Diverses espèces d'oiseaux migrateurs vivent dans ses eaux de façon saisonnière, comme le Pélican frisé, car il s'agit d'une escale principale sur les routes migratoires. C'est le troisième plus grand lac du district régionale de Kilkis, après Doïráni et Pikrolímni.